# Arrondissement di Thiers
L'arrondissement di Thiers è una suddivisione amministrativa francese, situata nel dipartimento del Puy-de-Dôme e nella regione dell'Alvernia-Rodano-Alpi.

## Composizione
L'arrondissement di Thiers raggruppa 43 comuni in 6 cantoni:
- cantone di Châteldon
- cantone di Courpière
- cantone di Lezoux
- cantone di Maringues
- cantone di Saint-Rémy-sur-Durolle
- cantone di Thiers.